# Берикаоба
Берикао́ба (груз. ბერიკაობა) — грузинский народный театр масок, основанный на импровизации. Название образовано из двух частей: берика — актёр грузинского театра масок и -оба — суффикс, означающий действие.

## Возникновение
Возникновение Берикаоба связано с языческими празднествами изобилия и возрождения, культом языческих божеств Квириа и Телефа. Его история началась с древнейших времён. Так, например, известна серебряная чаша из Триалети с изображением хоровода в масках, изготовленная в середине 2-го тысячелетия до н. э..

## Представления
Хотя представления театра носили импровизационный характер, в основе действий лежало более сотни сценариев сложившихся ещё до XVII века. Их характер распространялся от эротических зарисовок до социального протеста и актуальной политической сатиры.
Традиционные маски Берикаоба, это: жених, невеста, сваха, судья, доктор, поп, кабан, козёл, медведь и т. д. Изначально все роли исполняли мужчины, но позже иногда стали привлекаться женщины и подростки.
Выступления театра устраивались на различных народных гуляньях. Таких как свадьбы или религиозные праздники, например, Пасха или Масленица. Песни, исполнявшиеся во время представлений Берикаоба, называли берикул. Театр был особенно популярен в Грузии до конца XIX века.